# Neksluisbrug
De Neksluisbrug ('Naaktesluisbrug') ligt over de Vliet in de Nederlandse stad Leiden, op het punt waar de Vliet aan de zijde van de Vreewijk de Witte Singel raakt.
Voor de Neksluisbrug zijn sluisdeuren bevestigd, zoals bij een 'keersluis'. Deze brug en de Stadsmolensluis (in de Zoeterwoudsesingel nabij de Van Disselbrug) en de Haagbrug (over de Trekvliet) zijn de enige keersluisbruggen in de singels van Leiden. De deuren, en ook de keerdeuren onder alle andere bruggen en doorgangen in de Hoge Rijndijk van Katwijk tot Bodegraven (in totaal bevinden zich op dit traject zo'n 50 bruggen met sluisdeuren), zijn bedoeld om de doorstroming van het water naar het zuidelijk deel van Rijnland tegen te gaan als het water in de Oude Rijn te hoog komt te staan.

## Historie

Kaart van Leiden uit ca. 1550, getekend door Pieter Sluyter. De Naakte Sluis bevindt zich aan de zuidkant van de stad, waar de Vliet de stad binnenkomt.

Vroeger lag hier de Neksluis of Naakte Sluis. Deze sluis was al in de middeleeuwen een onderdeel van de waterhuishouding van Rijnland. Er was een kolk voor wachtende schepen en een sluiswachterswoning.
De eerste vermelding van de sluis is aangetroffen in een grensbeschrijving uit het jaar 1386: ... de vairt dair die naecte sluis in leyt ende ghehieten is die Leydsche vairt... . Dit was ter gelegenheid van de stadsuitleg vanaf het Rapenburg tot een nieuwe dijk tussen Rijn en Naakte Sluis. Dat is de tegenwoordige Witte Singel.
De Vliet werd steeds belangrijker als scheepvaartverbinding richting Delft en Rotterdam. Om de doorvaart bij elke waterstand mogelijk te maken gaf het waterschap Rijnland in 1452 toestemming om van de sluis als enkele waterkering een complete schutsluis te maken. Gelijktijdig werd ter plaatse een brug gemaakt: de eerste brug in een reeks die resulteerde in de huidige Neksluisbrug.
In 1556 werd het sluiscomplex volledig vernieuwd. Al in 1590 volgde nog een complete vernieuwing, maar nu geheel in steen uitgevoerd. Ook werd een sluiswachterswoning toegevoegd.
De veerdiensten naar Delft en Den Haag vertrokken vanaf de Vliet bij de Naakte Sluis. Toen echter in 1636 de trekvaart naar die plaatsen van start ging werd daarvoor vanaf de Rijn een kanaal naar de Wouterenbrug gegraven; de huidige Rijn en Schiekade.

## Naamgeving Naakte Sluis
Er zijn verschillende verklaringen voor de herkomst van de naam Naakte Sluis:
- De meest waarschijnlijke is dat de naam is gegeven doordat de sluis oorspronkelijk naakt, dat wil zeggen onbeschermd buiten de stad in het buitengebied gelegen was. Een andere benaming voor de sluis was immers Exsluys, dat buitensluis zou hebben betekend. De naam Neksluis zou hiervan een verbastering zijn.
- Een andere verklaring verwijst naar een zin uit een vonnis uit 1455 over het plaatsen van hekken op het Marendijkje. Een der partijen stelde, dat hetgeen hij had afgesloten, geen openbare weg was, want het sluisje in 'den dijk' (de tegenwoordige Stokdammerbrug) kon slechts door voetgangers worden gepasseerd. 'Ende gemerct, dat die sluse, die on den Marendijc legt, een open ende een naecte sluse is, also gemaect omdatter ghien beesten over gaen noch liden en sullen...' Oftewel: het sluisje is van boven niet afgedekt, dus 'naakt'.[2]

## Afbeeldingen

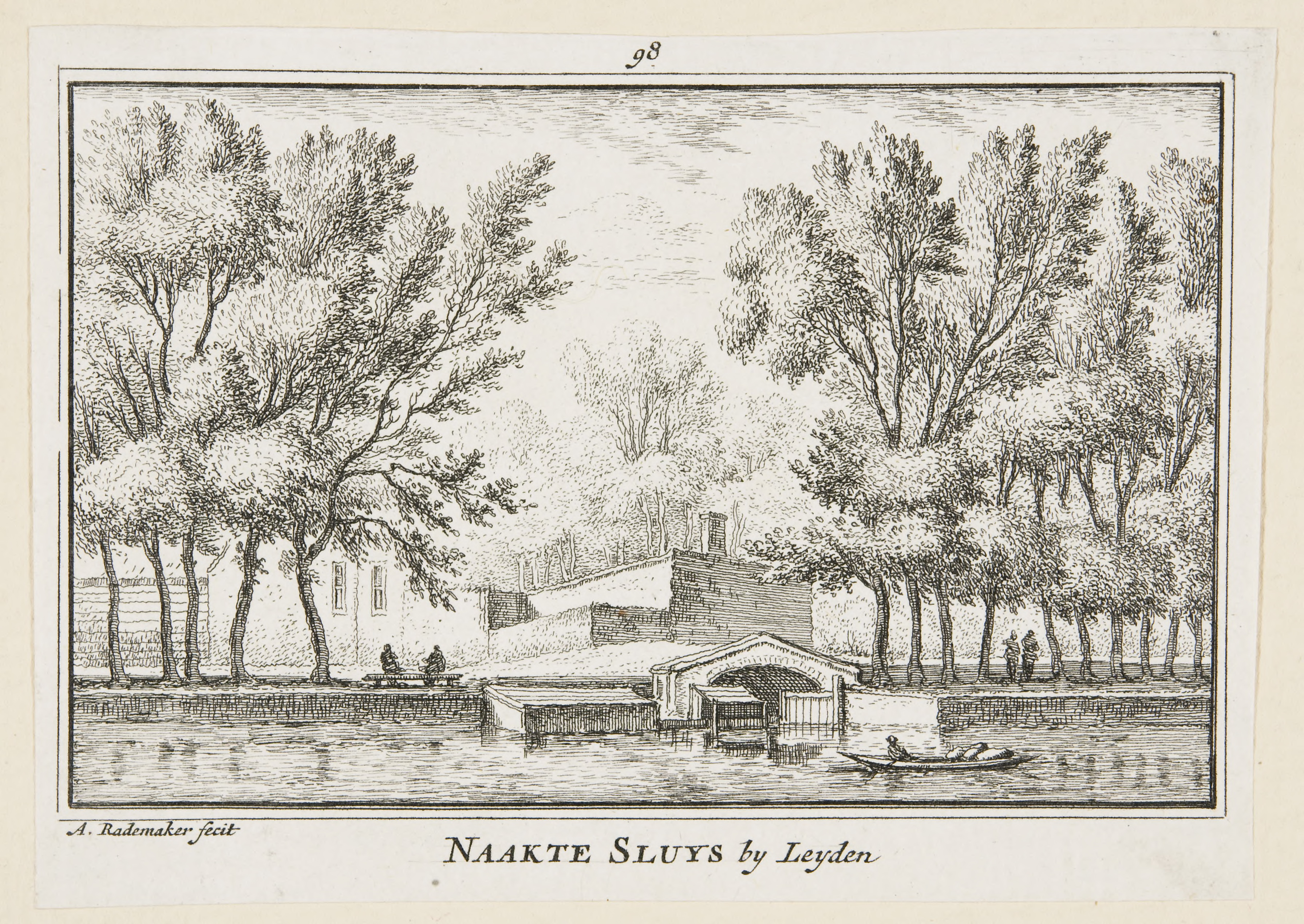
Naakte Sluis door Abraham Rademaker (1725)
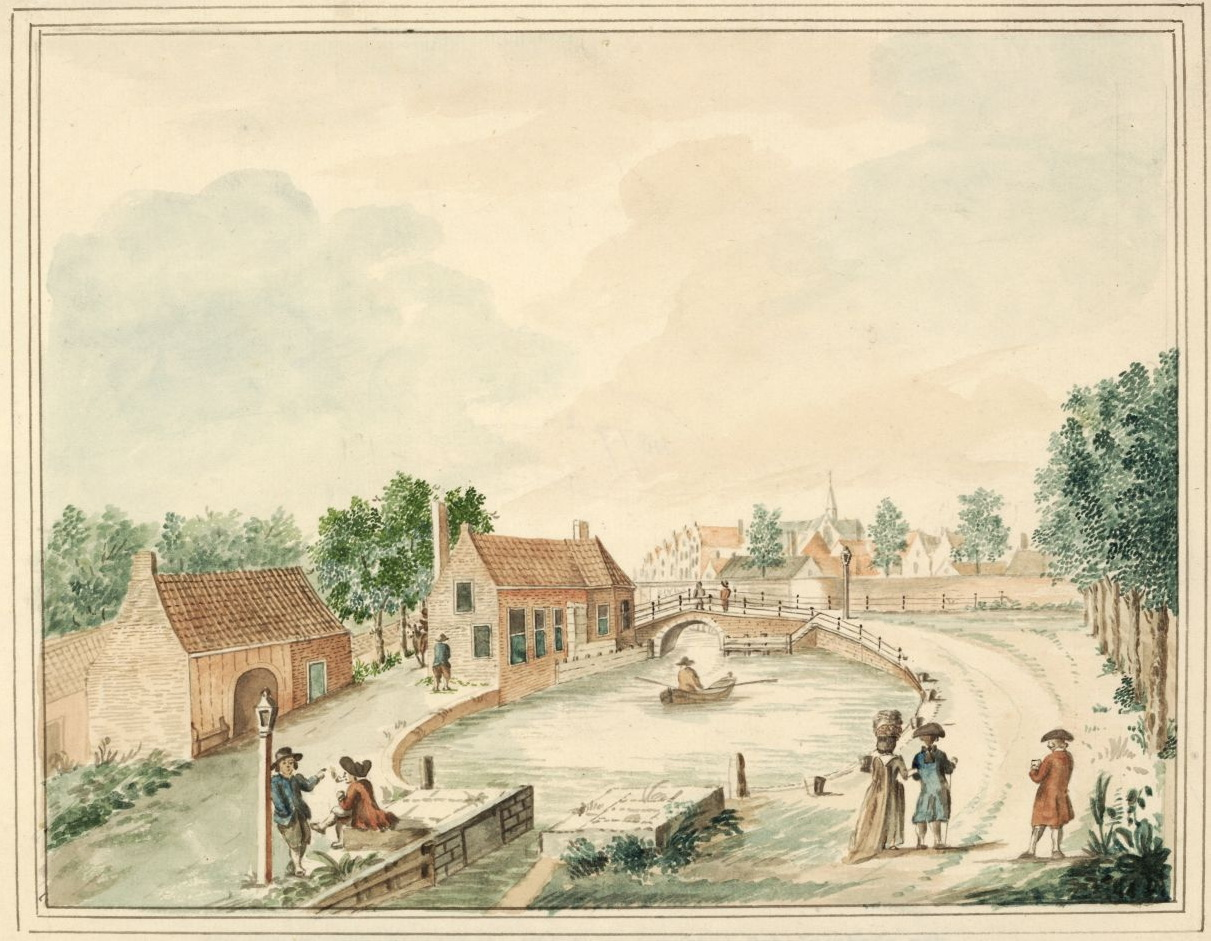
Naakte Sluis door Jacob Timmermans (1788)
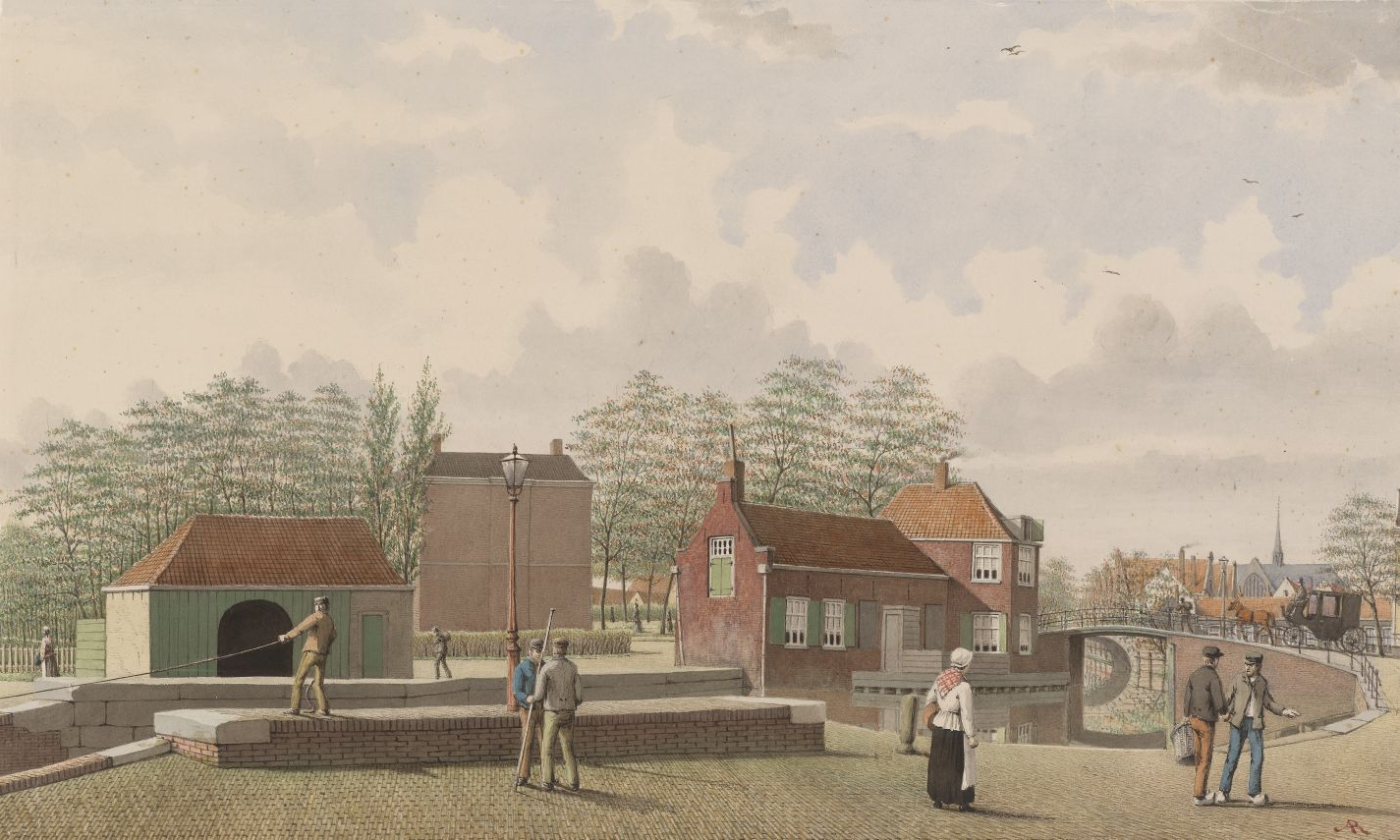
Neksluisbrug door J.M.A. Rieke (1891)
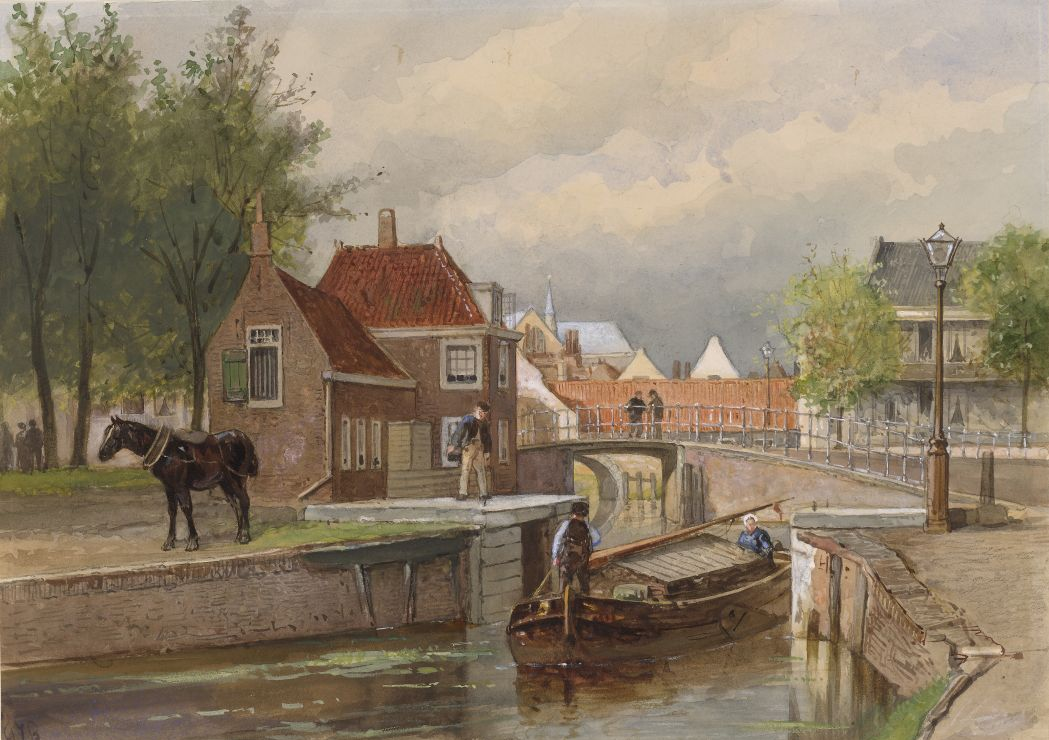
Neksluisbrug door Gerardus Johannes Bos (tweede helft negentiende eeuw)
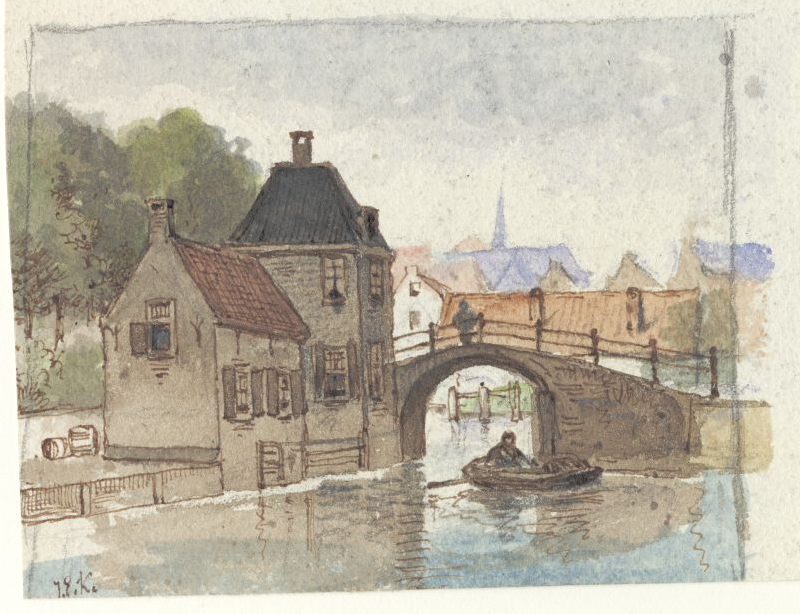
Neksluisbrug door J.E. Kikkert (eind negentiende eeuw)
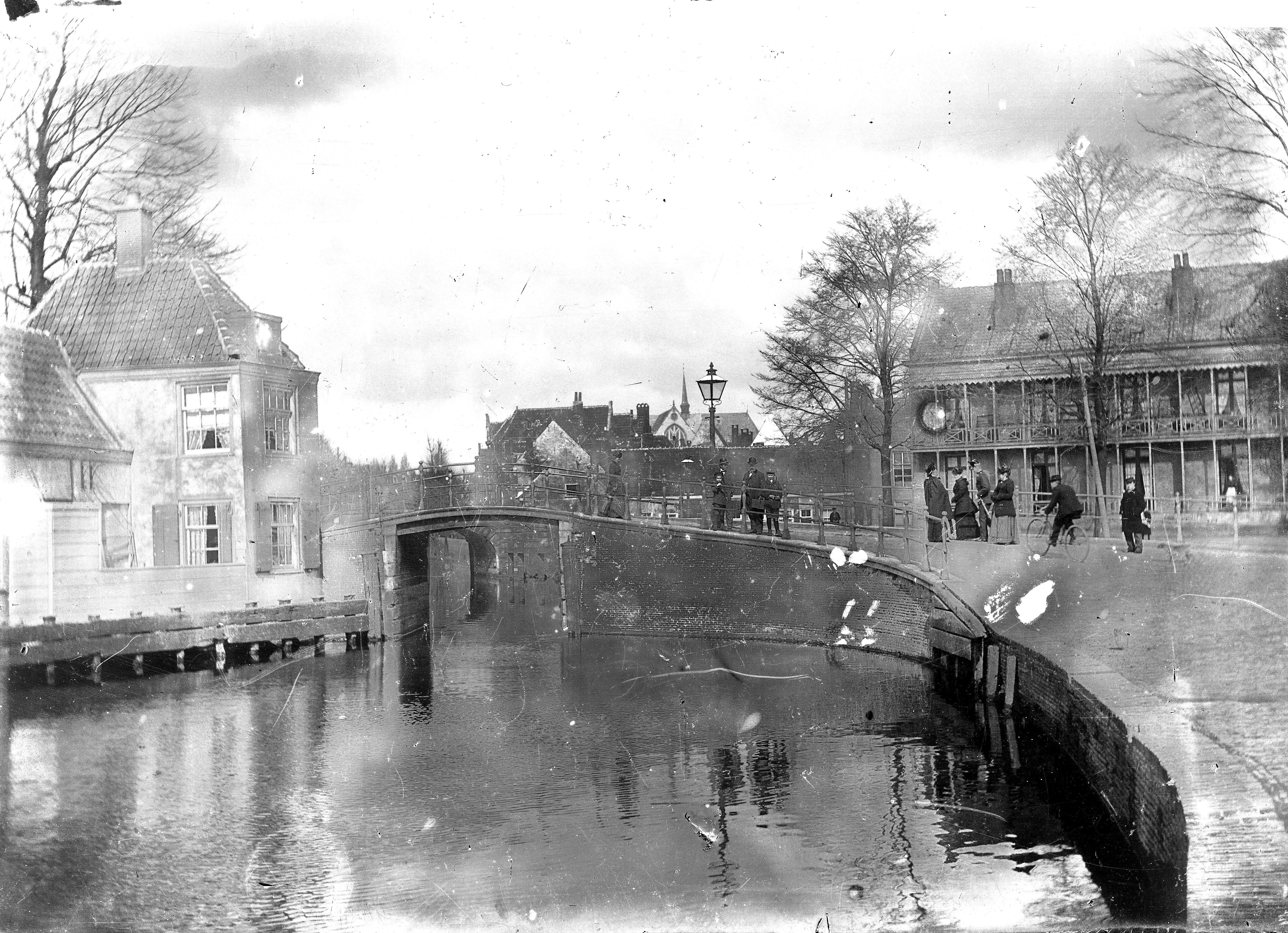
Gezicht op de Neksluisbrug. Foto Jan Goedeljee (eind 19e eeuw)

In de binnenstad:

Aeldisbrug ·
Alkemadebrug ·
Asschuurbrug ·
Blauwpoortsbrug ·
Blekersbrug ·
Bostelbrug ·
Catharinabrug ·
Derde Waardbrug ·
Doelenbrug ·
Doelengrachtsbrug ·
Doelenpoortsbrug ·
Dullebrug ·
Franciskanerbrug ·
Gansoordbrug ·
Gepekte Brug ·
Groenebrug ·
Groenhazenbrug ·
Grofsmederijbrug ·
Grote Havenbrug ·
Hapynionbrug ·
Helarbrug ·
Herenbrug ·
Herenpoortsbrug ·
Hogewoerdsbrug ·
Hoogeveensbrug ·
Huigbrug ·
Hulpwerfbrug ·
Jan van Houtbrug ·
Jan Vossenbrug ·
Karnemelksbrug ·
Katoenbrug ·
Kazernebrug ·
Kerkbrug ·
Kerkpleinbrug ·
Kippenbrug ·
Kleine Havenbrug ·
Kleine Paterbrug ·
Koepoortsbrug ·
Koornbrug ·
Koningsbrug ·
Kraaierbrug ·
Laatste Brug ·
Lijsbethbrug ·
Looiersbrug ·
Lourisbrug ·
Loviumbrug ·
Marebrug ·
Marepoortsbrug ·
Mecklenburgerbrug ·
Minnebroersbrug ·
Molensteegbrug ·
Morspoortbrug ·
Nassaubrug ·
Neksluisbrug ·
Nieuwsteegbrug ·
Nonnenbrug ·
Noordeindsbrug ·
Noord-Kijfbrug ·
Oranjebrug ·
Paterbrug ·
Pauwbrug ·
Poppebrug ·
Rembrandtbrug ·
Reuvensbrug ·
Rijnbrug ·
Rijnsburgerbrug ·
Scheluwbrug ·
Singelbrug ·
Sint Jansbrug ·
Sint Jeroensbrug ·
Sint Sebastiaansbrug ·
Stadsmolensluis ·
Tapijtkloppersbrug ·
Trekvaartbrug ·
Turfmarktsbrug ·
Tweede Waardbrug ·
Utrechtse Brug ·
Valkbrug ·
Van Disselbrug ·
Verversbrug ·
Vierde Waardbrug ·
Visbrug ·
Vlietbrug ·
Vreewijkbrug ·
Warmonderbrug ·
Weverbrug · 
Wijnbrug ·
Wisenniabrug ·
Wittepoortsbrug ·
Zijlpoortsbrug ·
Zuid-Kijfbrug ·
Zuidsingelbrug
Overige bruggen:

Groenhovenbrug ·
Haagbrug ·
Haagsche Schouwbrug ·
Hoflandbrug ·
Hooghkamerbrug ·
Jaagbrug ·
Jan van Goyenbrug ·
Julius Caesarbrug ·
Kanaalbrug · 
Lammebrug ·
Oud-Hortuszichtbrug ·
Trekvlietbrug ·
Schrijversbrug ·
Spanjaardsbrug ·
Spoorbrug RSK ·
Spoorbrug De Vink ·
Staatsspoorbrug ·
Stevensbrug ·
Stevenshofbrug ·
Sumatrabrug ·
Waddingerbrug ·
Wilhelminabrug ·
Wouterenbrug ·
Zijlbrug